# Woizlawa Feodora zu Mecklenburg
Woizlawa Feodora Elise Marie Elisabeth Prinzessin zu Mecklenburg (Rostock, 17 december 1918 − Strittmatt, 3 juni 2019) was een van de drie laatste nog levende telgen van het geslacht Zu Mecklenburg.

## Biografie

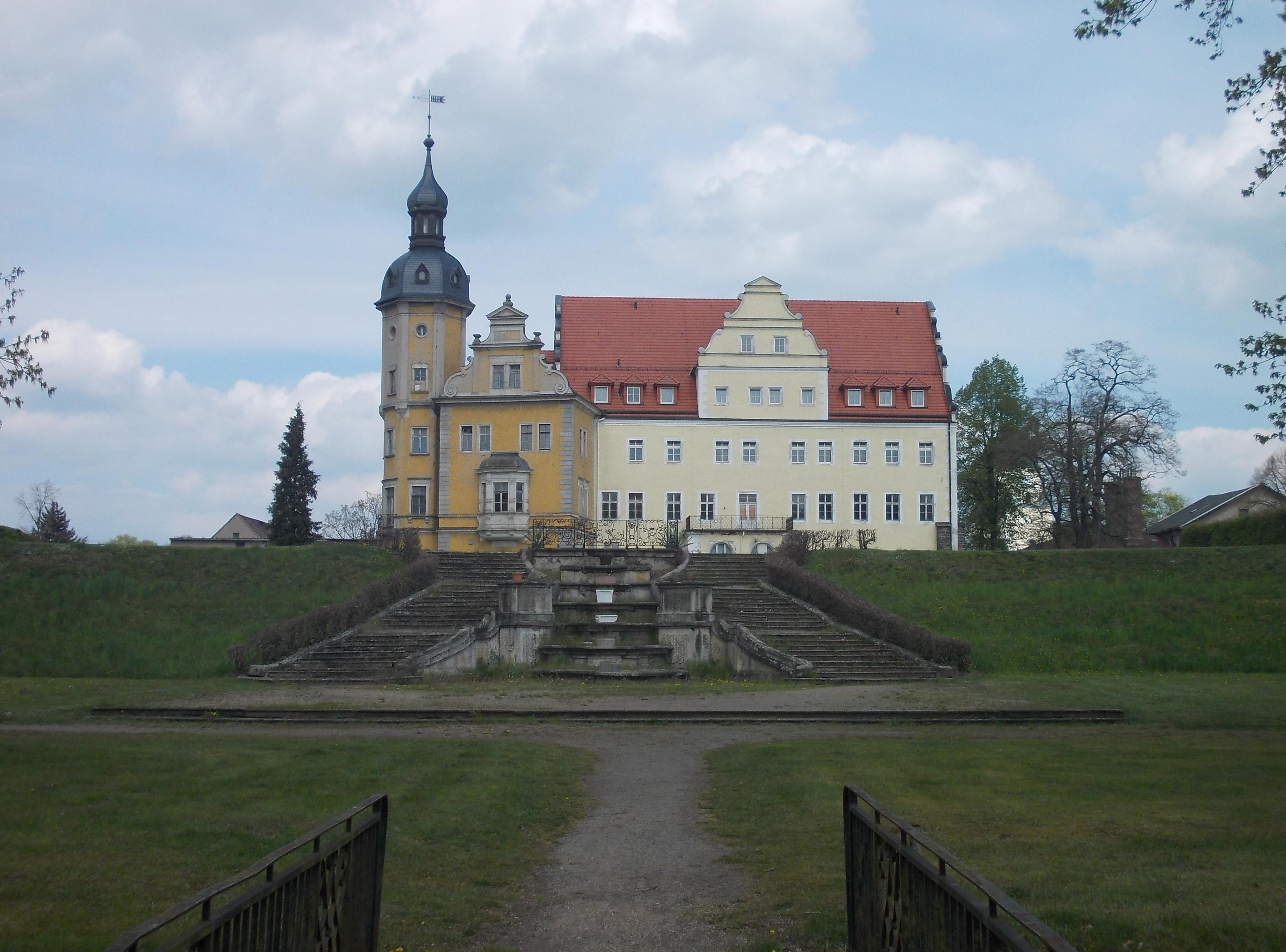
Schloss Thallwitz (2015)

Mecklenburg was enig kind van Adolf Frederik hertog van Mecklenburg (1873-1969) die gouverneur van Togo was en erevoorzitter van het Duitse Olympisch Comité; haar vader was tevens een oudere broer van Hendrik van Mecklenburg-Schwerin (1876-1934), prins-gemaal van koningin Wilhelmina der Nederlanden (1880-1962), waarmee prins Hendrik dus een oom van haar was en Juliana (1909-2004) dus haar volle nicht. Haar moeder was Victoria Feodora prinses Reuß (1889-1918), dochter van regent Hendrik XXVII Reuß (1858-1928), die een dag na haar geboorte overleed. Haar vader hertrouwde in 1924 vervolgens met Elisabeth van Stolberg-Roßla (1885-1969), weduwe van Johann Albrecht hertog van Mecklenburg-Schwerin (1857-1920), een halfbroer van haar vader en prins Hendrik, die tussen 1897 en 1901 regent was van het groothertogdom Mecklenburg-Schwerin voor zijn minderjarige neef Frederik Frans IV van Mecklenburg-Schwerin (1882-1945).
Mecklenburg was zelf een kleindochter van Frederik Frans II groothertog van Mecklenburg (1823-1883) en diens derde echtgenote Marie prinses van Schwarzburg-Rudolstadt (1850-1922), welke laatste tijdens een verblijf voor de 46e verjaardag van haar jongste zoon prins Hendrik in Den Haag overleed. In 1937 was ze een van de zes bruidsmeisjes bij het huwelijk van prinses Juliana en prins Bernhard van Lippe-Biesterfeld.
Mecklenburg trouwde in 1939 met Heinrich I Prinz Reuß (1910-1982), geadopteerd in 1935 door Heinrich XLV erfprins Reuß (1895-1945) en broer van haar moeder, met wie zij een dochter en vijf zonen kreeg, geboren tussen 1942 en 1956. Haar vierde zoon, Heinrich XIII. Prinz Reuss, is lid van de rechtsextremistische Reichsbürgerbeweging en werd in 2022 gearresteerd voor het voorbereiden van een staatsgreep in Duitsland.
Na de Duitse hereniging werd zij vooral bekend vanwege de strijd die zij voerde om de onteigende goederen uit haar mans familiebezit terug te krijgen. Dat resulteerde eerst in de teruggave van 700 kunstwerken. In 2005 volgde een negatieve beslissing over teruggave van Schloss Osterstein maar in 2008 een positieve tot teruggave van Schloss Thallwitz.
Mecklenburg overleed begin juni 2019, nadat zij enkele maanden daarvoor haar 100e verjaardag had gevierd. Na haar overlijden leven nog twee vrouwelijke nakomelingen uit het geslacht Mecklenburg: dochters van haar achterneef Christiaan Lodewijk hertog van Mecklenburg (1912-1996), Donata (1956) en Edwina (1960); het geslacht is in mannelijke lijn in 2001 uitgestorven.